# Willemien Aardenburg
Willemien Aardenburg, född den 30 augusti 1966 i Laren, Nederländerna, är en nederländsk landhockeyspelare.
Hon tog OS-brons i damernas landhockeyturnering i samband med de olympiska landhockeytävlingarna 1988 i Seoul.